# مذكرات سائح 6 (برنامج تلفزيوني)
مذكرات سائح 6 برنامج تلفزيوني يديعه الإعلامي السعودي علي العمري يوميا في رمضان 1433هـ / يوليو 2012.

## مواضيع الحلقات
- الحلقة 1:
- الحلقة 2:
- الحلقة 3: مونتسوري
- الحلقة 4: ونجحت الثورة السورية
- الحلقة 5: ماهر زين من التيه إلى العالمية
- الحلقة 6:
- الحلقة 7: الحريري .. ليت التجار مثله
- الحلقة 8:
- الحلقة 9:
- الحلقة 10:
- الحلقة 11:
- الحلقة 12:
- الحلقة 13:
- الحلقة 14:
- الحلقة 15: تركيا
- الحلقة 16:
- الحلقة 17:
- الحلقة 18:
- الحلقة 19:
- الحلقة 20:
- الحلقة 21:
- الحلقة 22:
- الحلقة 23:
- الحلقة 24:
- الحلقة 25:
- الحلقة 26:
- الحلقة 27:
- الحلقة 28:
- الحلقة 29:
- الحلقة 30:

## وقت العرض
يٌبث في 01:30 ظهرا بتوقيت مصر في قناة الحياة 2.